# Trelleborg-Świnoujście
Trelleborg-Świnoujście  er en bilfærgerute over Østersøen mellem Trelleborg i Sverige og Świnoujście i Polen, samt omvendt. Overfartstiden er på mellem syv og otte timer, og der er tre afgange dagligt i hver sin retning. Ruten trafikeres af Unity Line med tre ro-ro fartøjer, der er kombinerede person- og lastbilsfærger.

## Historie
Den første færgetrafik på ruten blev påbegyndt af Statens Järnvägar, da trafikken efter 2. verdenskrigs afslutning flyttede til Polen, mens færgelejet i Sassnitz blev genopbygget. Til at begynde med blev der sejlet til Gdynia og Gdańsk, og fra februar 1948 til Świnoujście. Trafikken flyttede tilbage til Sassnitz i marts 1948. Polish Ocean Lines trafikerede ruten fra den 14. maj 1950 til den 21. december 1953 med jernbanefærgen Kopernik for det statslige polske jernbaneselskab PKP.